# Соленик Карпо Трохимович
Карпо Трохимович Соленик (26 травня (7 червня) 1811, Лепель — 7 (19) жовтня 1851, Харків) — український актор-комік, майстер імпровізації, один із засновників українського реалістичного театру.

## Життєпис
Народився у місті Лепелі (Білорусь) 26 травня за старим стилем (7 червня — за новим) 1811 року.
Рід його був дворянський — прадід Солеників 1821 року був визнаний за дворянина, і рід його був записаний до шостої частини дворянської родословної книжки Білорусько-Могилівської губернії, ідучи вгору до шостого покоління. Батько був повітовим землеміром. За дитячі роки Соленика нічого невідомо. Вісімнадцяти років він вступив до Віленського університету; скільки часу він саме там учився, невідомо, але, мабуть, недовго. Курсу він не закінчив з невідомих причин.
З 1831 в Україні, працював у Харкові суфлером у трупі І. Штейна, з 1832 як актор.
З 1835 з трупою Л. Млотковського гастролював містами України. Двічі відмовився від пропозиції перейти на російську імператорську сцену й залишився в Україні, виступаючи переважно у Харкові й Одесі.
Соленик грав з успіхом у світовому (в п'єсах В. Шекспіра, Ф. Шіллера, в комедіях Ж. Б. Мольєра) і російському (Хлестаков, Бобчинський, Осип у «Ревізорі» М. Гоголя) репертуарі, проте вершиною акторської майстерности, що принесла йому славу, були ролі в українських п'єсах. Він не мав суперників у ролях Стецька, Потапа, Шельменка («Сватання на Гончарівці», «Бой-жінка», «Шельменко-денщик» Г. Квітки-Основ'яненка), Виборного, Возного і особливо чумака Чупруна («Наталка-Полтавка», «Москаль-Чарівник» І. Котляревського), в яких за оцінкою глядачів (у тому числі й Т. Шевченка) був кращий за М. Щепкіна.
Т. Г. Шевченко, який любив і поважав Щепкіна, в 1857 році зізнавався, що Соленик у ролі Чупруна йому більш природний і вишуканий, ніж Щепкін (Щоденник, с. 112). Думка про запрошення Соленика на петербузьку сцену з'явилась у Гоголя у зв'язку з підготовкою постановки «Ревізора».
У 1837 під час перебування у Вознесенську Імператора Миколи І, Соленик грав там у трупі Є. Єрохіна разом з Щепкіним, і його успіх був не меншим ніж успіх у той постанові Щепкіна.
Гострий комізм Соленик часто поєднував з патетикою, підіймаючи деякі водевільні образи до драматичного звучання (Руперт у «Шила в мішку не затаїш» М. Некрасова), а здібністю імпровізувати нерідко здобував успіх у п'єсах другорядних авторів.
Василь Василько про нього писав так: «Особливо уславився своїми талановитими імпровізаціями „перший український актор“ Карпо Соленик (1811—1851), сучасник і достойний „конкурент“ самого Щепкіна. Соленик був освіченою і культурною людиною, талановитим, розумним, дотепним актором. Його імпровізації не мали нічого спільного з дешевою буфонністю та фарсовою примітивністю. Всі додавання від себе артист робив у характері дійової особи, відповідно до змісту події, психологічно умотивовано і до того ж — правдиво, щиро, легко, невимушено.»
Соленик помер від сухот у Харкові, там і був похований на першому міському цвинтарі (зараз Молодіжний парк на Пушкінській), перепохований на 13 цвинтарі. За іншими даними — помер в Одесі.